# الذراع (بعدان)

تعديل مصدري - تعديل

الذراع محلة تابعة لقرية الخربة، التابعة لعزلة الحيث بمديرية بعدان إحدى مديريات محافظة إب في الجمهورية اليمنية، بلغ تعداد سكانها 61 حسب تعداد اليمن لعام 2004.